# Montedipe
La Montedipe S.p.A., abbreviazione di Montedison Petrolchimica, è stata la controllata del gruppo Montedison operante nel settore della raffinazione petrolifera, nonché nella produzione e nella commercializzazione dei prodotti petrolchimici di base.

## Storia

### Origini
Nacque ufficialmente il 31 dicembre 1980 in seguito alla decisione della Montedison di divenire una sorta di holding finanziaria, che comportò lo scorporo pressoché totale delle sue attività industriali; vennero così istituite 6 nuove società operative specializzate per settore produttivo, tra cui appunto la Montedipe. Gli stabilimenti produttivi si trovavano a Brindisi, Novara (produceva acido adipico e esametilendiammina come intermedi per il Nylon 6,6), Porto Marghera e Priolo Gargallo.

### La creazione di Riveda e l'incorporazione di Montepolimeri
Nel 1982 un importante accordo tra Eni e Montedison portò al riordino delle rispettive attività produttive, nonché allo scambio di alcune di esse tra le due società. In relazione a ciò venne creata appositamente la società Riveda per il conferimento all'Eni di alcune attività della Montedipe e della Montepolimeri; più precisamente, relativamente a Montedipe, passarono a questa nuova società l'azienda cracking nafta di Priolo Gargallo e l'azienda butadiene di Brindisi.
Alla fine del 1983 la Montedipe acquisì da Montedison la partecipazione in Montepolimeri, conferendone poi le attività alla controllata Sita, che avrebbe assunto la denominazione di Montepolimeri; la "vecchia" Montepolimeri assunse invece la denominazione di Tespia. Nel 1984 la Sita conferì a sua volta all'Ausimont le attività non inerenti alla petrolchimica di base, cioè il settore dei tecnopolimeri e polimeri speciali; conclusi questi passaggi, la Sita venne totalmente acquisita e fusa in Montedipe. Anche la Tespia, dopo alcune operazioni finanziarie, venne incorporata da Montedipe.
La Montedipe acquisì, precisamente, i seguenti impianti già di Montepolimeri: intermedi per poliuretani (stabilimento di Brindisi); stirolo, polistirolo, cloro e ipoclorito, dicloroetano, anidride maleica (Mantova); intermedi per poliuretani, acido cianidrico e derivati (Porto Marghera); ossido e glicoli propilenici (Priolo Gargallo).

### Il confluimento in Enimont
Nel 1988 la Montedison conferirà le attività della controllata Montedipe alla neonata società Enimont (joint-venture tra Eni e Montedison). In seguito allo scandalo e al fallimento di quest'ultima (1991), le attività passeranno interamente sotto il controllo dell'EniChem.